# AKB48グループ ユニットじゃんけん大会2017〜絆は拳から生まれる!〜
『AKB48グループ ユニットじゃんけん大会2017〜絆は拳から生まれる!〜』（エーケービーフォーティーエイトグループ ユニットじゃんけんたいかい2017 きずなはこぶしからうまれる）は、AKB48グループのメンバーで結成されたユニット同士でのじゃんけんにより、メジャーデビューするユニットを決めるイベントである。

## 概要
本戦は2017年9月24日に名古屋市・日本ガイシホールで開催された。優勝したユニットはHKT48の荒巻美咲と運上弘菜からなるfairy w!nkとなり、2017年12月13日に「天使はどこにいる?」でCDデビューした。
これまでのじゃんけん大会は個人戦のみで行われていたが、本大会ではソロも含めた「ユニット戦」となる。AKB48グループのメンバー同士で相談し、好きなユニットを結成するか、ソロとして出場できる。このため本大会では、AKB48の正規メンバー（チーム8を除く）であっても本戦出場は無条件ではなくなり、参加するユニット枠によっては予備戦が課せられた。
本戦での進行は市川展丈、アシスタントを水野悠希が務め、実況席にはゲストとして進行を務めたおぎやはぎのほか、AKB48の高橋朱里と岡田奈々が解説として登場した。レフェリーはイジリー岡田が務めた。
予備戦および本戦トーナメント抽選会、本戦を通してイベントの模様はすべてニコニコ生放送で生中継された。またSHOWROOMでは『AKB48グループじゃんけん大会裏実況生配信!』が、実況に谷岡恵里子（フリーアナウンサー）、解説に湯浅順司を迎え、サブMCとして込山榛香（AKB48）と中井りか（NGT48）が出演し、生配信された。

## 出場可能枠
本戦に出場できるのは48枠であり、7人ユニットと8〜15人ユニット以外は、申込組数が定数枠を超えたため予備戦が行われた。
| 出場枠         | 1人ソロ | 2人 ユニット | 3人 ユニット | 4人 ユニット | 5人 ユニット | 6人 ユニット | 7人 ユニット | 8〜15人 ユニット | 16人〜 ユニット | 計    |
| -------------- | ------- | ------------ | ------------ | ------------ | ------------ | ------------ | ------------ | ---------------- | --------------- | ----- |
| 本戦出場可能枠 | 2枠     | 20枠         | 15枠         | 5枠          | 2枠          | 1枠          | 1枠          | 1枠              | 1枠             | 48枠  |
| 申込組数       | 17組    | 53組         | 20組         | 7組          | 5組          | 2組          | 1組          | 1組              | 2組             | 108組 |

## 参加ユニット
参加資格があるのは、開催発表時点で卒業発表をしていない日本国内AKB48グループ（AKB48・SKE48・NMB48・HKT48・NGT48・STU48）に所属しているメンバーである。太字は本戦出場ユニット。記載順は、本戦出場ユニットを50音順→予選敗退ユニットを公式サイトに準じて配列した。
| \| - AKB48 - チームA - A - チームK - K - チームB - B - チーム4 - 4 - チームK研究生 - K研 - チームB研究生 - B研 - チーム4研究生 - 4研 \| - SKE48 - チームS - S - チームKII - KII - チームE - E - 研究生 - SKE研 \| - NMB48 - チームN - N - チームM - M - チームBII - BII - チームN研究生 - N研 - チームM研究生 - M研 - チームBII研究生 - BII研 \| - HKT48 - チームH - H - チームKIV - KIV - チームTII - TII - 研究生 - HKT研 \| - NGT48 - チームNIII - NIII - 研究生 - NGT研 - STU48 - STU \| |                                                                        | |                                                                            |                                                            |
| - AKB48 - チームA - A - チームK - K - チームB - B - チーム4 - 4 - チームK研究生 - K研 - チームB研究生 - B研 - チーム4研究生 - 4研 | - SKE48 - チームS - S - チームKII - KII - チームE - E - 研究生 - SKE研 | - NMB48 - チームN - N - チームM - M - チームBII - BII - チームN研究生 - N研 - チームM研究生 - M研 - チームBII研究生 - BII研 | - HKT48 - チームH - H - チームKIV - KIV - チームTII - TII - 研究生 - HKT研 | - NGT48 - チームNIII - NIII - 研究生 - NGT研 - STU48 - STU |

### 1人ソロ
| ユニット           | メンバー            |
| ------------------ | ------------------- |
| さくらんぼの妖精   | 菅原りこ（NIII）    |
| 白井 琴望          | 白井琴望（KII）     |
| ボイス山田         | 山田野絵（NIII）    |
| アニメ、いと愛し。 | 大滝友梨亜（NGT研） |
| 新潟の歌姫         | 佐藤杏樹（NIII）    |
| 高橋 朱里          | 高橋朱里（4）       |
| 神志那 結衣        | 神志那結衣（H）     |
| only1              | 山内祐奈（TII）     |
| 坂本 愛玲菜        | 坂本愛玲菜（TII）   |
| 大森 美優          | 大森美優（4）       |
| 塩井 日奈子        | 塩井日奈子（STU）   |
| 日下 このみ        | 日下このみ（N）     |
| 外薗 葉月          | 外薗葉月（TII）     |
| 水野 愛理          | 水野愛理（KII）     |
| 髙塚 夏生          | 髙塚夏生（KII）     |
| 野澤 玲奈          | 野澤玲奈（4）       |
| 谷口 茉妃菜        | 谷口茉妃菜（STU）   |

### 2人ユニット
| ユニット                      | メンバー                                 |
| ----------------------------- | ---------------------------------------- |
| あゆかにちゃん                | 太野彩香（NIII)、中村歩加（NGT研）       |
| ありのん                      | 峯吉愛梨沙（STU）、新谷野々花（STU）     |
| いっそーだ                    | 惣田紗莉渚（KII）、磯佳奈江（M）         |
| 上野と下野                    | 上野遥（H）、下野由貴（KIV）             |
| エルアイエル LIL              | 佐藤佳穂（SKE研）、森平莉子（SKE研）     |
| 鹿vs熊                        | 堀詩音（N）、鵜野みずき（M）             |
| Wみおん                       | 向井地美音（K）、中川美音（BII研）       |
| なぎっふぅー                  | 渋谷凪咲（M/4）、薮下楓（STU）           |
| 難波瀬戸内海賊団              | 森下舞羽（STU）、本郷柚巴（N研）         |
| ニコイチ                      | 犬塚あさな（S）、都築里佳（S）           |
| はんなり姉妹                  | 井尻晏菜（BII）、溝川実来（N研）         |
| ✌（ピース）                   | 加藤夕夏（M）、川上千尋（M）             |
| ふぅさえ                      | 村瀬紗英（BII）、矢倉楓子（BII）         |
| フェアリーウィンク fairy w!nk | 荒巻美咲（TII）、運上弘菜（HKT研）       |
| フラッフィー Fluffy           | 渥美彩羽（SKE研）、坂本真凛（SKE研）     |
| フレーリー FLEURI             | 岩花詩乃（KIV）、後藤萌咲（B）           |
| まりあんにん                  | 入山杏奈（A）、阿部マリア（K）           |
| melody twins                  | 地頭江音々（HKT研）、町音葉（S）         |
| よこねがピョン                | 北川愛乃（SKE研）、深井ねがい（SKE研）   |
| れなっつん                    | 小嶋菜月（A）、加藤玲奈（B）             |
| チームぽんち                  | 大段舞依（M）、沖田彩華（BII）           |
| あいれな                      | 一色嶺奈（S）、和田愛菜（SKE研）         |
| アズサラ                      | 植村梓（BII）、武井紗良（BII）           |
| にゃんまほ                    | 山口真帆（NIII）、宮島亜弥（NGT研）      |
| フレッシュピーチ's            | 安田桃寧（M）、岩田桃夏（M研）           |
| PINK FOLLETTA                 | 中井りか（NIII）、込山榛香（4）          |
| 我ら                          | 野々垣美希（SKE研）、矢作有紀奈（SKE研） |
| 熊本がまだすばいチーム        | 田中美久（H）、井上瑠夏（SKE研）         |
| イコールロリ ＝LORI           | 植木南央（KIV）、今村麻莉愛（TII）       |
| はるまい from ももち浜女学院  | 兒玉遥（H/K）、渕上舞（KIV）             |
| moon cupids（むんきゅぴ）     | 月足天音（HKT研）、市岡愛弓（STU）       |
| ポメとミケ                    | 本間日陽（NIII）、豊永阿紀（HKT研）      |
| 荻野と須田                    | 荻野由佳（NIII）、須田亜香里（E）        |
| Swan Girls                    | 小熊倫実（NIII）、長谷川玲奈（NIII）     |
| がちゃぴよ                    | 西潟茉莉奈（NIII）、奈良未遥（NGT研）    |
| NanaMako                      | 岡田奈々（4/STU）、小嶋真子（4）         |
| めいぷるしろっぷ              | 杉山愛佳（S）、末永桜花（E）             |
| めるみお                      | 田島芽瑠（H）、朝長美桜（KIV/4）         |
| りんりそ                      | 太田夢莉（BII）、吉田朱里（M）           |
| あおのん                      | 本村碧唯（KIV）、木本花音（E）           |
| もち❤︎いも                     | 堺萌香（HKT研）、梅山恋和（N研）         |
| ゆうまりめろん                | 山田麻莉奈（H）、田中優香（KIV）         |
| さやめぐ                      | 川本紗矢（4）、谷口めぐ（A）             |
| （笑）                        | 後藤楽々（E）、菅原茉椰（E）             |
| ゆづあみ                      | 石黒友月（SKE研）、倉島杏美（SKE研）     |
| 京都観光案内所名古屋支店      | 荒井優希（KII）、髙寺沙菜（E）           |
| Sisters                       | 上西怜（BII研）、野村実代（SKE研）       |
| りなんちゅ                    | 久代梨奈（BII）、石塚朱莉（BII）         |
| ももぱる隊                    | 門田桃奈（STU）、三島遥香（STU）         |
| 竹山                          | 山内鈴蘭（S）、竹内美宥（B）             |
| うどん社長                    | 川上礼奈（M）、髙畑裕希（E）             |
| 舞い降りた女神とギリギリの女  | 榊美優（STU）、佐藤妃星（4）             |
| Drops                         | 佐々木優佳里（A)、下口ひなな（K）        |

### 3人ユニット
| ユニット | メンバー                                                  |
| --- | --------------------------------------------------------- |
| 秋の放課後、新校舎の体育館で一人バトンの練習に汗を流す加藤美南を屋上から博愛の眼差しで見守りながらふと飛行機雲をみつけた矢吹奈子をみて美術室にこもり「芸術とは何か?」と難解な問題に頭を悩ませていた自分に笑顔が戻る白間美瑠。 | 加藤美南（NIII）、白間美瑠（M/A）、矢吹奈子（H/B）        |
| おかぱーず | 古畑奈和（KII）、武藤十夢（K）、藤田奈那（K）             |
| 門石石（かどいしいし） | 石田千穂（STU）、石田みなみ（STU）、門脇実優菜（STU）     |
| kissの天ぷら | 北原里英（NIII）、宮崎美穂（A）、大家志津香（A）          |
| こけしシスターズ | 高倉萌香（NIII）、市川美織（N）、村川緋杏（TII）          |
| サンコン | 指原莉乃（H/STU）、峯岸みなみ（K）、柏木由紀（B/NIII）    |
| サンタロウ | 大場美奈（KII）、高柳明音（KII）、松村香織（KII）         |
| ジンギスキャッツー | 日下部愛菜（NGT研）、清司麗菜（NGT研）、村雲颯香（NIII）  |
| Dancing Cats | 市川愛美（K）、湯本亜美（K）、田野優花（K）               |
| 寝る前にひつじ数え隊 | 千葉恵里（4研）、西川怜（B研）、甲斐心愛（STU）           |
| はんたんねぇ | 横山由依（A）、山本彩（N）、宮脇咲良（KIV/A）             |
| ひまちょパンダ | 樋渡結依（A）、馬嘉伶（B）、張織慧（STU）                 |
| HIMEPARTY | 尾﨑舞美（STU）、黒岩唯（STU）、兵頭葵（STU）             |
| ユニット名は無し、白紙のまま | 森田彩花（BII）、松村芽久未（N）、山尾梨奈（N）           |
| るぷれのん | 髙橋真生（NGT研）、西村菜那子（NGT研）、角ゆりあ（NGT研） |
| しろくまさん | 宇井真白（H）、山本茉央（H）、熊沢世莉奈（KIV）           |
| jewelry | 城恵理子（BII）、石田優美（M）、西澤瑠莉奈（M）           |
| みなりおこむ | 今田美奈（KIV）、深川舞子（KIV）、清水梨央（HKT研）       |
| ここたるん | 内木志（N）、佐野遥（STU）、森香穂（STU）                 |
| ラッキー RCAY | 後藤理沙子（S）、松本慈子（S）、太田彩夏（KII）           |

### 4人ユニット
| ユニット                | メンバー                                                                   |
| ----------------------- | -------------------------------------------------------------------------- |
| 余りもの選抜            | 中西智代梨（A）、村重杏奈（KIV）、田中菜津美（H）、秋吉優花（H）           |
| song's                  | 明石奈津子（BII）、中野麗来（M）、山田寿々（M研）、清水里香（BII研）       |
| 😆😍🙂😊（ニコニコ）    | 久保怜音（K研）、山本彩加（N）、松岡はな（TII）、小畑優奈（KII）           |
| フォーリンLOVE          | 大芝りんか（SKE研）、仲村和泉（SKE研）、安藤愛璃菜（M研）、小嶋花梨（N研） |
| ほうおうまさこ 宝央雅子 | 田北香世子（A）、飯野雅（4）、大川莉央（4）、達家真姫宝（B）               |
| いもむchu!              | 谷真理佳（E）、駒田京伽（H）、坂口理子（H）、冨吉明日香（KIV）             |
| ラビュリーズ            | 相川暖花（SKE研）、浅井裕華（E）、上村亜柚香（S）、片岡成美（SKE研）       |

### 5人ユニット
| ユニット       | メンバー                                                                                    |
| -------------- | ------------------------------------------------------------------------------------------- |
| ぉっょぃ       | 内山命（KII）、江籠裕奈（KII）、市野成美（E）、斉藤真木子（E）、福士奈央（E）               |
| ニャム nyamm   | 東由樹（N）、古賀成美（N）、谷川愛梨（N）、林萌々香（N）、三田麻央（N）                     |
| いちごさん     | 小田彩加（HKT研）、水田詩織（BII研）、石川咲姫（SKE研）、武田智加（HKT研）、岩田陽菜（STU） |
| やまべとうみべ | 藤原あずさ（STU）、磯貝花音（STU）、福田朱里（STU）、瀧野由美子（STU）、山邊歩夢（B研）     |
| キスミー XIII  | 北澤早紀（4）、村山彩希（4）、篠崎彩奈（K）、岩立沙穂（4）、茂木忍（K）                     |

### 6人ユニット
| ユニット     | メンバー |
| ------------ | --- |
| シュー Chou  | 松岡菜摘（H）、森保まどか（KIV）、栗原紗英（TII）、山下エミリー（TII）、松本日向（HKT研）、宮﨑想乃（HKT研） |
| まさたのしお | 松井珠理奈（S）、佐藤すみれ（E）、高木由麻奈（KII）、野島樺乃（S）、岡田美紅（SKE研）、白雪希明（SKE研）     |

### 7人ユニット
| ユニット | メンバー |
| -------- | --- |
| せいうち | 福岡聖菜（B）、今村美月（STU）、大谷満理奈（STU）、菅原早記（STU）、田中皓子（STU）、土路生優里（STU）、矢野帆夏（STU） |

### 8〜15人ユニット
| ユニット | メンバー |
| -------- | --- |
| 栄6期生  | 北川綾巴（S/4）、山田樹奈（S）、青木詩織（KII）、北野瑠華（KII）、竹内彩姫（KII）、日高優月（KII）、井田玲音名（E）、鎌田菜月（E）、熊崎晴香（E）：9人 |

### 16人〜ユニット
| ユニット                    | メンバー |
| --------------------------- | --- |
| いろえんぴちゅ 16えんぴChu! | 浅井七海、稲垣香織、梅本和泉、黒須遥香、佐藤美波、庄司なぎさ、鈴木くるみ、田口愛佳、田屋美咲、長友彩海、播磨七海、本間麻衣、前田彩佳、道枝咲、武藤小麟、安田叶、山内瑞葵、山根涼羽（すべてAKB48研究生）：18人 |
| Team8                       | 坂口渚沙（兼B）、横山結衣、谷川聖、佐藤七海、早坂つむぎ、佐藤朱、舞木香純、岡部麟、本田仁美、清水麻璃亜、髙橋彩音、吉川七瀬、小栗有以、小田えりな、佐藤栞、左伴彩佳、歌田初夏、横道侑里、服部有菜、野田陽菜乃、橋本陽菜、平野ひかる、長久玲奈、髙橋彩香、永野芹佳、太田奈緒、山田菜々美（兼A）、山本瑠香、大西桃香、濵咲友菜、中野郁海（兼K）、人見古都音、下尾みう、行天優莉奈、高岡薫、廣瀬なつき、吉田華恋、寺田美咲、倉野尾成美、山田杏華、谷口もか、下青木香鈴、宮里莉羅（すべてAKB48チーム8）：43人 |

## 本戦トーナメントの流れ
太字は勝利ユニット、（）内は対戦参加者。
| ブロ ック | 1回戦                                                               | 2回戦                                                   | 3回戦                                               | 準々決勝                                        | 準決勝                                            | 決勝                                          |
| ブロ ック | ユニット名・氏名                                                    | 2回戦                                                   | 3回戦                                               | 準々決勝                                        | 準決勝                                            | 決勝                                          |
| --------- | ------------------------------------------------------------------- | ------------------------------------------------------- | --------------------------------------------------- | ----------------------------------------------- | ------------------------------------------------- | --------------------------------------------- |
| A         | nyamm （東由樹） るぷれのん （髙橋真生）                            | nyamm （東由樹） ぉっょぃ （内山命）                    | nyamm （東由樹） HIMEPARTY （兵頭葵）               | nyamm （東由樹） 白井琴望                       | 白井琴望 fairy w!nk （荒巻美咲）                  | fairy w!nk （荒巻美咲） ふぅさえ （矢倉楓子） |
| A         | ぉっょぃ                                                            | nyamm （東由樹） ぉっょぃ （内山命）                    | nyamm （東由樹） HIMEPARTY （兵頭葵）               | nyamm （東由樹） 白井琴望                       | 白井琴望 fairy w!nk （荒巻美咲）                  | fairy w!nk （荒巻美咲） ふぅさえ （矢倉楓子） |
| A         | ジンギスキャッツー （村雲颯香） HIMEPARTY （兵頭葵）                | HIMEPARTY （兵頭葵） まりあんにん （阿部マリア）        | nyamm （東由樹） HIMEPARTY （兵頭葵）               | nyamm （東由樹） 白井琴望                       | 白井琴望 fairy w!nk （荒巻美咲）                  | fairy w!nk （荒巻美咲） ふぅさえ （矢倉楓子） |
| A         | まりあんにん                                                        | HIMEPARTY （兵頭葵） まりあんにん （阿部マリア）        | nyamm （東由樹） HIMEPARTY （兵頭葵）               | nyamm （東由樹） 白井琴望                       | 白井琴望 fairy w!nk （荒巻美咲）                  | fairy w!nk （荒巻美咲） ふぅさえ （矢倉楓子） |
| A         | ありのん （新谷野々花） 16えんぴChu! （播磨七海）                   | 16えんぴChu! （播磨七海） 白井琴望                      | 白井琴望 こけしシスターズ （高倉萌香）              | nyamm （東由樹） 白井琴望                       | 白井琴望 fairy w!nk （荒巻美咲）                  | fairy w!nk （荒巻美咲） ふぅさえ （矢倉楓子） |
| A         | 白井琴望                                                            | 16えんぴChu! （播磨七海） 白井琴望                      | 白井琴望 こけしシスターズ （高倉萌香）              | nyamm （東由樹） 白井琴望                       | 白井琴望 fairy w!nk （荒巻美咲）                  | fairy w!nk （荒巻美咲） ふぅさえ （矢倉楓子） |
| A         | おかぱーず （藤田奈那） こけしシスターズ （高倉萌香）               | こけしシスターズ （高倉萌香） Dancing Cats （湯本亜美） | 白井琴望 こけしシスターズ （高倉萌香）              | nyamm （東由樹） 白井琴望                       | 白井琴望 fairy w!nk （荒巻美咲）                  | fairy w!nk （荒巻美咲） ふぅさえ （矢倉楓子） |
| A         | Dancing Cats                                                        | こけしシスターズ （高倉萌香） Dancing Cats （湯本亜美） | 白井琴望 こけしシスターズ （高倉萌香）              | nyamm （東由樹） 白井琴望                       | 白井琴望 fairy w!nk （荒巻美咲）                  | fairy w!nk （荒巻美咲） ふぅさえ （矢倉楓子） |
| B         | はんなり姉妹 （井尻晏菜） れなっつん （加藤玲奈）                   | はんなり姉妹 （井尻晏菜） ニコイチ （犬塚あさな）       | はんなり姉妹 （井尻晏菜） fairy w!nk （荒巻美咲）   | fairy w!nk （荒巻美咲） いっそーだ （磯佳奈江） | 白井琴望 fairy w!nk （荒巻美咲）                  | fairy w!nk （荒巻美咲） ふぅさえ （矢倉楓子） |
| B         | ニコイチ                                                            | はんなり姉妹 （井尻晏菜） ニコイチ （犬塚あさな）       | はんなり姉妹 （井尻晏菜） fairy w!nk （荒巻美咲）   | fairy w!nk （荒巻美咲） いっそーだ （磯佳奈江） | 白井琴望 fairy w!nk （荒巻美咲）                  | fairy w!nk （荒巻美咲） ふぅさえ （矢倉楓子） |
| B         | FLEURI （後藤萌咲） ピース （加藤夕夏）                             | FLEURI （後藤萌咲） fairy w!nk （荒巻美咲）             | はんなり姉妹 （井尻晏菜） fairy w!nk （荒巻美咲）   | fairy w!nk （荒巻美咲） いっそーだ （磯佳奈江） | 白井琴望 fairy w!nk （荒巻美咲）                  | fairy w!nk （荒巻美咲） ふぅさえ （矢倉楓子） |
| B         | fairy w!nk                                                          | FLEURI （後藤萌咲） fairy w!nk （荒巻美咲）             | はんなり姉妹 （井尻晏菜） fairy w!nk （荒巻美咲）   | fairy w!nk （荒巻美咲） いっそーだ （磯佳奈江） | 白井琴望 fairy w!nk （荒巻美咲）                  | fairy w!nk （荒巻美咲） ふぅさえ （矢倉楓子） |
| B         | ユニット名は無し、白紙のまま （松村芽久未） いっそーだ （磯佳奈江） | いっそーだ （磯佳奈江） Chou （松岡菜摘）               | いっそーだ （磯佳奈江） ニコニコ （山本彩加）       | fairy w!nk （荒巻美咲） いっそーだ （磯佳奈江） | 白井琴望 fairy w!nk （荒巻美咲）                  | fairy w!nk （荒巻美咲） ふぅさえ （矢倉楓子） |
| B         | Chou                                                                | いっそーだ （磯佳奈江） Chou （松岡菜摘）               | いっそーだ （磯佳奈江） ニコニコ （山本彩加）       | fairy w!nk （荒巻美咲） いっそーだ （磯佳奈江） | 白井琴望 fairy w!nk （荒巻美咲）                  | fairy w!nk （荒巻美咲） ふぅさえ （矢倉楓子） |
| B         | Wみおん （向井地美音） 宝央雅子 （飯野雅）                          | 宝央雅子 （飯野雅） ニコニコ （久保怜音）               | いっそーだ （磯佳奈江） ニコニコ （山本彩加）       | fairy w!nk （荒巻美咲） いっそーだ （磯佳奈江） | 白井琴望 fairy w!nk （荒巻美咲）                  | fairy w!nk （荒巻美咲） ふぅさえ （矢倉楓子） |
| B         | ニコニコ                                                            | 宝央雅子 （飯野雅） ニコニコ （久保怜音）               | いっそーだ （磯佳奈江） ニコニコ （山本彩加）       | fairy w!nk （荒巻美咲） いっそーだ （磯佳奈江） | 白井琴望 fairy w!nk （荒巻美咲）                  | fairy w!nk （荒巻美咲） ふぅさえ （矢倉楓子） |
| C         | 上野と下野 （上野遥） 難波瀬戸内海賊団 （森下舞羽）                 | 難波瀬戸内海賊団 （本郷柚巴） 新博難 （加藤美南）       | 難波瀬戸内海賊団 （森下舞羽） ふぅさえ （矢倉楓子） | ふぅさえ （矢倉楓子） サンコン （指原莉乃）     | ふぅさえ （矢倉楓子） kissの天ぷら （大家志津香） | fairy w!nk （荒巻美咲） ふぅさえ （矢倉楓子） |
| C         | 新博難                                                              | 難波瀬戸内海賊団 （本郷柚巴） 新博難 （加藤美南）       | 難波瀬戸内海賊団 （森下舞羽） ふぅさえ （矢倉楓子） | ふぅさえ （矢倉楓子） サンコン （指原莉乃）     | ふぅさえ （矢倉楓子） kissの天ぷら （大家志津香） | fairy w!nk （荒巻美咲） ふぅさえ （矢倉楓子） |
| C         | サンタロウ （高柳明音） あゆかにちゃん （太野彩香）                 | あゆかにちゃん （太野彩香） ふぅさえ （矢倉楓子）       | 難波瀬戸内海賊団 （森下舞羽） ふぅさえ （矢倉楓子） | ふぅさえ （矢倉楓子） サンコン （指原莉乃）     | ふぅさえ （矢倉楓子） kissの天ぷら （大家志津香） | fairy w!nk （荒巻美咲） ふぅさえ （矢倉楓子） |
| C         | ふぅさえ                                                            | あゆかにちゃん （太野彩香） ふぅさえ （矢倉楓子）       | 難波瀬戸内海賊団 （森下舞羽） ふぅさえ （矢倉楓子） | ふぅさえ （矢倉楓子） サンコン （指原莉乃）     | ふぅさえ （矢倉楓子） kissの天ぷら （大家志津香） | fairy w!nk （荒巻美咲） ふぅさえ （矢倉楓子） |
| C         | サンコン （指原莉乃） 余りもの選抜 （中西智代梨）                   | サンコン （柏木由紀） 門石石 （門脇実優菜）             | サンコン （峯岸みなみ） song's （清水里香）         | ふぅさえ （矢倉楓子） サンコン （指原莉乃）     | ふぅさえ （矢倉楓子） kissの天ぷら （大家志津香） | fairy w!nk （荒巻美咲） ふぅさえ （矢倉楓子） |
| C         | 門石石                                                              | サンコン （柏木由紀） 門石石 （門脇実優菜）             | サンコン （峯岸みなみ） song's （清水里香）         | ふぅさえ （矢倉楓子） サンコン （指原莉乃）     | ふぅさえ （矢倉楓子） kissの天ぷら （大家志津香） | fairy w!nk （荒巻美咲） ふぅさえ （矢倉楓子） |
| C         | melody twins （町音葉） よこねがピョン （北川愛乃）                 | melody twins （町音葉） song's （明石奈津子）           | サンコン （峯岸みなみ） song's （清水里香）         | ふぅさえ （矢倉楓子） サンコン （指原莉乃）     | ふぅさえ （矢倉楓子） kissの天ぷら （大家志津香） | fairy w!nk （荒巻美咲） ふぅさえ （矢倉楓子） |
| C         | song's                                                              | melody twins （町音葉） song's （明石奈津子）           | サンコン （峯岸みなみ） song's （清水里香）         | ふぅさえ （矢倉楓子） サンコン （指原莉乃）     | ふぅさえ （矢倉楓子） kissの天ぷら （大家志津香） | fairy w!nk （荒巻美咲） ふぅさえ （矢倉楓子） |
| D         | ひまちょパンダ （馬嘉伶） なぎっふぅー （渋谷凪咲）                 | ひまちょパンダ （馬嘉伶） Fluffy （渥美彩羽）           | ひまちょパンダ （馬嘉伶） 栄6期生 （日高優月）      | 栄6期生 （北野瑠華） kissの天ぷら （北原里英）  | ふぅさえ （矢倉楓子） kissの天ぷら （大家志津香） | fairy w!nk （荒巻美咲） ふぅさえ （矢倉楓子） |
| D         | Fluffy                                                              | ひまちょパンダ （馬嘉伶） Fluffy （渥美彩羽）           | ひまちょパンダ （馬嘉伶） 栄6期生 （日高優月）      | 栄6期生 （北野瑠華） kissの天ぷら （北原里英）  | ふぅさえ （矢倉楓子） kissの天ぷら （大家志津香） | fairy w!nk （荒巻美咲） ふぅさえ （矢倉楓子） |
| D         | 栄6期生 （熊崎晴香） フォーリンLOVE （安藤愛璃菜）                  | 栄6期生 （山田樹奈） 鹿vs熊 （鵜野みずき）              | ひまちょパンダ （馬嘉伶） 栄6期生 （日高優月）      | 栄6期生 （北野瑠華） kissの天ぷら （北原里英）  | ふぅさえ （矢倉楓子） kissの天ぷら （大家志津香） | fairy w!nk （荒巻美咲） ふぅさえ （矢倉楓子） |
| D         | 鹿vs熊                                                              | 栄6期生 （山田樹奈） 鹿vs熊 （鵜野みずき）              | ひまちょパンダ （馬嘉伶） 栄6期生 （日高優月）      | 栄6期生 （北野瑠華） kissの天ぷら （北原里英）  | ふぅさえ （矢倉楓子） kissの天ぷら （大家志津香） | fairy w!nk （荒巻美咲） ふぅさえ （矢倉楓子） |
| D         | はんたんねぇ （横山由依） LIL （佐藤佳穂）                          | LIL （佐藤佳穂） せいうち （福岡聖菜）                  | LIL （佐藤佳穂） kissの天ぷら （大家志津香）        | 栄6期生 （北野瑠華） kissの天ぷら （北原里英）  | ふぅさえ （矢倉楓子） kissの天ぷら （大家志津香） | fairy w!nk （荒巻美咲） ふぅさえ （矢倉楓子） |
| D         | せいうち                                                            | LIL （佐藤佳穂） せいうち （福岡聖菜）                  | LIL （佐藤佳穂） kissの天ぷら （大家志津香）        | 栄6期生 （北野瑠華） kissの天ぷら （北原里英）  | ふぅさえ （矢倉楓子） kissの天ぷら （大家志津香） | fairy w!nk （荒巻美咲） ふぅさえ （矢倉楓子） |
| D         | 寝る前にひつじ数え隊 （西川怜） さくらんぼの妖精 （菅原りこ）       | さくらんぼの妖精 （菅原りこ） kissの天ぷら （北原里英） | LIL （佐藤佳穂） kissの天ぷら （大家志津香）        | 栄6期生 （北野瑠華） kissの天ぷら （北原里英）  | ふぅさえ （矢倉楓子） kissの天ぷら （大家志津香） | fairy w!nk （荒巻美咲） ふぅさえ （矢倉楓子） |
| D         | kissの天ぷら                                                        | さくらんぼの妖精 （菅原りこ） kissの天ぷら （北原里英） | LIL （佐藤佳穂） kissの天ぷら （大家志津香）        | 栄6期生 （北野瑠華） kissの天ぷら （北原里英）  | ふぅさえ （矢倉楓子） kissの天ぷら （大家志津香） | fairy w!nk （荒巻美咲） ふぅさえ （矢倉楓子） |

## 結果
| 順位 | ユニット名   | 備考                                                       |
| ---- | ------------ | ---------------------------------------------------------- |
| 1位  | fairy w!nk   | メジャーデビュー シングル表題曲「天使はどこにいる?」を担当 |
| 2位  | ふぅさえ     | カップリング曲「あばたもえくぼもふくわうち」を担当         |
| 3位  | 白井琴望     | Type Aカップリング曲「誰にも言わないで」を担当             |
| 3位  | kissの天ぷら | Type Bカップリング曲「僕たちの地球」を担当                 |

## 公式関連出版物
- AKB48グループ ユニットじゃんけん大会公式ガイドブック2017（2017年9月11日、光文社）